# 미네 가즈키
미네 가즈키(일본어: 三根 和起, 1993년 4월 18일 ~ )는 일본의 전 축구 선수이다.

## 구단 경력
과거 교토 상가 FC, 카탈레 도야마, AC 나가노 파르세이루에서 활동하였다.